# Christopher Austin
Christopher Austin (9 luglio 1991) è un pallavolista statunitense.
Gioca nel ruolo di palleggiatore nel LEKA.

## Carriera
La carriera di inizia a livello giovanile col Premier Volleball Club. Parallelamente gioca anche a livello scolastico, vestendo la maglia della Coronado High School. Terminate le scuole superiori inizia la carriera universitaria, giocando per due anni con il Long Beach City College. In seguito prosegue la propria carriera con la University of California, Irvine, con la quale prende parte alla NCAA Division I dal 2012 al 2013, vincendo il titolo NCAA entrambe le stagioni e venendo inserito in entrambe le occasioni nel sestetto ideale della Final Four.
Nella stagione 2013-14 inizia la carriera professionistica, vestendo la maglia del Rantaperkiön Isku nel massimo campionato finlandese. Nella stagione seguente milita invece nella Volley League greca col Kīfisia, che lascia nel gennaio 2015 per passare all'Ethnikos Alexandroupolīs. Nel campionato 2015-16 ritorna in Finlandia, questa volta per giocare nel LEKA di Kuopio.

## Palmarès

### Club
- NCAA Division I: 2

2012, 2013

### Premi individuali
- 2012 - NCAA Division I: Los Angeles National All-Tournament Team
- 2013 - NCAA Division I: Los Angeles National All-Tournament Team